# Коту-Малулуй
Коту-Малулуй (рум. Cotu Malului) — село у повіті Арджеш в Румунії. Входить до складу комуни Леордень.
Село розташоване на відстані 79 км на північний захід від Бухареста, 28 км на південний схід від Пітешть, 119 км на північний схід від Крайови, 105 км на південь від Брашова.

## Населення
За даними перепису населення 2002 року у селі проживали 294 особи, з них 293 особи (99,7%) румунів. Усі жителі села рідною мовою назвали румунську.